# P.S. I LOVE YOU
「P.S. I LOVE YOU」（ピーエス・アイ・ラブ・ユー）は、日本のロックバンドであるPINK SAPPHIREの楽曲。バンドの1枚目のシングルとして1990年7月25日にハミングバードより発売された。

## 内容
フジテレビ系ドラマ『キモチいい恋したい!』主題歌。後に、1992年に発売されたゲーム『銀河お嬢様伝説ユナ』挿入歌（ゲームタイトル画面BGM）として起用された。

## 収録曲
| 全編曲: 土方隆行・PINK SAPPHIRE。 |                     |           |           |      |
| #                                 | タイトル            | 作詞      | 作曲      | 時間 |
| 1.                                | 「P.S. I LOVE YOU」 | 石田美紀  | 小路隆    | 4:13 |
| 2.                                | 「5番目の季節」     | 亜伊林    | 石田美紀  | 5:33 |
| 合計時間:                         | 合計時間:           | 合計時間: | 合計時間: | 9:46 |